# Эспарцет горный
Эспарцет горный (лат. Onobrychis montana) — многолетнее травянистое растение; вид рода Эспарцет (Onobrychis) семейства Бобовые (Fabaceae).

## Географическое распространение
Произрастает в горах Южной и Центральной Европы: в Альпах, Апеннинах, Юре, Динарских горах, горах Балканского полуострова и Карпат. По некоторым данным, он также встречается в Турции. Это очень редкий вид в Польше. Встречается только в Татрах и только в нескольких местах. Все они расположены в Западных Татрах и сосредоточены в западной части Червоны Верхи: на дне Краковского ущелья, на склонах Высокой Турни и на Пшедни Каменном.

## Морфология
Стебель приподнимающиеся или раскидистые, 10–40 см высотой. Растение образует куртины из цветков и стерильных побегов .
Листья непарноперистые, состоят из 4–8 пар продолговатых листьев.
Цветы собраны в густые соцветия, короткие, продолговато-яйцевидные соцветия. Венчик мотылькового типа, лепестки интенсивно розово-фиолетовая. Парус явно (на 1–2 мм) короче лодки. Крылья 5–6 мм в длину.
Плоды — круглые уплощенные стручки с остроконечным гребнем. Они содержат 1–2 семени.

## Биология и экология
Многолетник, гемикриптофит. Цветет с июля по август. Всхожесть семян очень высока и им не требуется период покоя для прорастания. Встречается в ярусе горной сосны и в горном ярусе на каменистых лугах. В Татрах растет на известняковом субстрате. Число хромосом 2n = 28 Ga 2, 4, 6.

## Таксономия
Onobrychis montana DC., Flore Française, éd. 3, 4: 611 (1805)

### Подвиды
- Onobrychis montana subsp. montana
- Onobrychis montana subsp. macrocarpa Strid
- Onobrychis montana subsp. cadmea (Boiss.) P.W.Ball
- Onobrychis montana subsp. scardica (Griseb.) P.W.Ball